# HESS J1857+0263
HESS J1857+0263 是在天鷹座中，距離地球大約9 kpc（29 kly）的一個脈衝星風雲。
HESS J1857+0263釋放出的γ射線能量範圍在0.8-7-45TeV 。它的能量很可能是由在附近的脈衝星PSR J1856+0245供應。